# Burbach (Eifel)
Burbach település Németországban, Rajna-vidék-Pfalz tartományban. Lakosainak száma 723 fő (2023. december 31.).

## Népesség
A település népességének változása:
| Lakosok száma | 570  | 670  | 671  | 692  | 721  | 733  | 723  |
|               | 1975 | 2014 | 2017 | 2019 | 2021 | 2022 | 2023 |